# Троицкий Битюцкий монастырь
Троицкий Битюцкий монастырь основан в 1699 году на правом берегу реки Битюг (левый приток Дона) у впадения в него реки Тойда. Известен также как Преображенская пустынь.
Благословение на строительство монастыря 18 февраля 1699 года дал св. Митрофан Воронежский.

## История
По легенде, монастырь был основан чёрным старцем Иоанном. На всю Воронежскую губернию монастырь славился скотоводством и считался одним из самых богатых. Имел три церкви: Троицкую, Рождество-Богородицкую и Богоявленскую, имел, кроме того, в городе Павловске подворье с церковью. Монастырь управлялся архимандритами, владел лесом, занимался рыбными ловлями, скотоводством, здесь разводили породу лошадей, которые назывались Битюцкими. Монастырь проводил ярмарки: Троицкую и Рождество-Богородскую. Монастырская церковь во имя Троицы Живоначальной была выстроена к 1701 году трудником-старцем Никитой.
В 1764 году монастырь был ограблен и закрыт в ходе секуляризационной реформы. До 1765 года действовало монастырское подворье в честь иконы Божией Матери Всех Скорбящих радость, в городе Павловск. Напоминанием об обители остался Троицкий храм в Верхней Тишанке.
Сегодня территория упразднённого монастыря находится в Аннинском районе Воронежской области.

## Настоятели
- Феодосий, строитель (упоминается с 1702).
- Варфоломей (упоминается с 1720).
- Пахомий (упоминается с 1744).
- Вениамин (упоминается с 1745).
- Корнилий (упоминается с 1753).
- Варсонофий (упоминается с 1761).